# 鹿角锥
鹿角锥（学名：Castanopsis lamontii），为壳斗科锥属下的一个植物种。